# Rittrumer Mühlbach
Der Rittrumer Mühlbach (auch: Rittrumer Mühlenbach und Ostrittrumer Mühlenbach) ist ein Fließgewässer in der Gemeinde Dötlingen im niedersächsischen Landkreis Oldenburg in Deutschland.

## Verlauf
Der neun Kilometer lange Bach entsteht bei Feldhake, nordwestlich von Klattenhof gelegen und fließt von dort in westlicher Richtung nördlich von Ohe und Geveshausen. Er mündet südlich von Ostrittrum rechtsseitig in die Hunte. Etwa 700 Meter vor der Mündung befindet sich die Wassermühle Ostrittrum.